# Od zlata jabuka
Od zlata jabuka je šesti studijski album jugoslovenskog i srpskog rok benda YU grupa.
To je ujedno i povratak grupe na muzičku scenu, posle šest godina pauze. Na omotu se nalazi slika Albrehta Direra Adam i Eva. Najveći hit sa albuma je istoimena pesma Od zlata jabuka, koja je kasnije bila obrađivana od strane drugih muzičara.

## Spisak pesama
1. Od zlata jabuka 	3:31
2. Pogled sa šanka 	2:07
3. Zvuk na vratima 	3:32
4. Neko mi treba 	2:24
5. Magle 	2:57
6. Ulica kestena 	4:19
7. Kalibar 	3:15
8. Ti si otrov moj 3:28
9. Slomljeni od istine 3:05

## Postava benda
- Dragi Jelić – gitara, vokal
- Žika Jelić – bas gitara, vokal
- Bata Kostić – gitara
- Velimir Bogdanović – bubnjevi

### Gosti
- Saša Lokner - klavijature
- Nikola Čuturilo - prateći vokali
- Vladimir Golubović

## Spoljašnje veze
- Istorija YU grupe
- EX YU ROCK enciklopedija 1960-2006. ISBN 978-86-905317-1- Проверите вредност параметра |isbn=: length (помоћ)., Petar Janjatović.